# ألان وايت
آلان وايت (بالألمانية: Alain Campbell White) (و. 1880 – 1951 م) هو عالم نبات، من الولايات المتحدة الأمريكية، ولد في كان، توفي عن عمر يناهز 71 عاماً.

## روابط خارجية
- ألان وايت على موقع 365Chess.com (الإنجليزية)